# Georgiana Houghton
Georgiana Houghton (Las Palmas de Gran Canaria, 20 de abril de 1814-Londres, 1884) fue una artista y medium británica nacida en las Islas Canarias.
A raíz de una exposición en el año 2016, algunos críticos de arte consideran a esta pintora victoriana como la primera artista abstracta; sin embargo, su arte recibió poco reconocimiento en su época por el hecho de ser mujer y también porque dedicó su vida al espiritismo y no hizo publicidad de su trabajo.

## Trayectoria
Nació en Las Palmas de Gran Canaria (Gran Canaria, Islas Canarias). Fue la séptima de los hijos de una familia de comerciantes que más tarde se trasladó a Londres, donde se formó. En 1851 murió una hermana con la que ella se sentía muy unida, hecho que la llevó a intentar comunicarse con el espíritu de la difunta. 
El espiritismo, a su manera compatible con la religión cristiana, llevó a Georgiana en 1861 a producir dibujos supuestamente guiada por espíritus. Era autodidacta y empezó a producir sus dibujos "espirituales" en 1859 en sesiones privadas. «El espíritu es quien conduce mi mano cuando pinto sin que yo pueda hacer nada para controlarlo», escribe Georgiana.
Entre los años 1860 y 70, produjo una sorprendente serie de acuarelas abstractas asegurando que estaba guiada por varios espíritus, entre ellos varios artistas del Renacimiento, así como seres angélicos. Houghton se asoció con el fotógrafo de espíritus fraudulento Frederick Hudson para vender reproducciones de sus fotografías.
En 1871 con una producción de 150 obras, expuso en la New British Gallery en Bond Street, ante el público perplejo de Londres. La exposición resultó un fracaso comercial y la dejó en la quiebra. Posteriormente continuó pintando pero su trabajo no tuvo apenas repercusión pública.
La muerte de sus padres y de sus protectores familiares la incitaron en su objetivo de comunicarse con los muertos. Se hizo fotógrafa en un estudio de Londres para captar con la cámara fotográfica sombras y signos de otras vidas ajenas a la suya. Murió en la pobreza en 1884 en Londres. 
La mayoría de sus obras recalaron en la Unión de Espiritistas Victorianos de Melbourne (Australia), donde fueron enviadas para una exposición que no llegó a realizarse.
En 1882, Houghton publicó Crónicas de las fotografías de fenómenos y seres espirituales invisibles al ojo material. El libro incluía supuestas fotografías espirituales de Hudson y otros fotógrafos que representaban a médiums como Agnes Guppy-Volckman, Stainton Moses y los espiritualistas Alfred Russel Wallace y William Howitt. Las fotografías fueron criticadas por el mago historiador Albert A. Hopkins. Notó cómo estas tenían una mirada dubitativa y fácilmente podrían haber sido producto de métodos fraudulentos.
En abril de 2015, el Museo de Arte de la Universidad de Monash organizó la exposición Believe not every spirit, but try the spirits que incluyó 25 de las acuarelas abstractas de Houghton de la colección Victorian Spiritualist Union. En junio de 2016 el Instituto de Arte Courtauld organizó una exposición titulada Dibujos Espirituales presentando obras del trabajo de Houghton que sobrevivieron.

### La primera artista abstracta

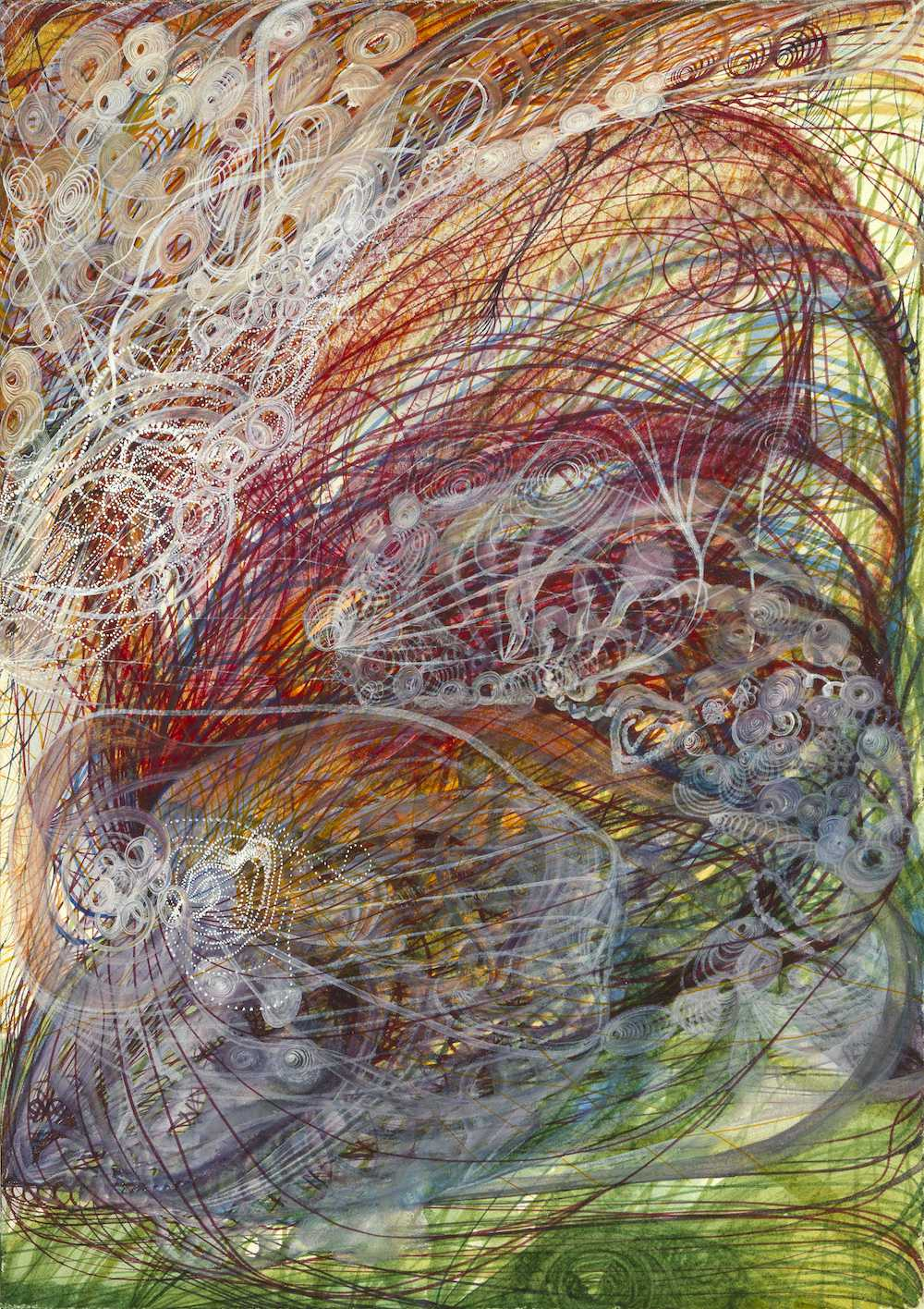
Flower of Catherine Emily Stringer, 1866.

Algunos críticos consideran que su pintura, de haber sido conocida y difundida, se habría adelantado a Wassily Kandinsky y sus teorías del arte abstracto de 1910 y Georgiana habría sido la fundadora de este arte en lugar del artista ruso. Georgiana representaba mundos cósmicos en los que reina el orden del desorden. Pero, a diferencia de Kandinsky, la canaria vivió en la oscuridad del espiritualismo de la época victoriana londinense.
En 2016 la galería Courtauld rescató la pintura de Houghton del olvido. Al igual que ella hizo en 1871, la galería también ofreció al público lupas para examinar con mayor atención las pinturas.
El veterano crítico de arte Waldemar Januszczak dijo sobre la pintura de Houghton: «Raras veces en mi vida de crítico de arte me he quedado tan pasmado como delante de las acuarelas de Georgiana Houghton. Las fechas de sus dibujos hicieron que me restregara los ojos con incredulidad [...] Ha aparecido una artista en el arte que reescribe la Historia»; y Jonathan Jones escribió en The Guardian: «Es la primera artista abstracta [...] Esta mujer fue un genio que sólo pudo crear y enseñar su arte atribuyéndolo a hombres blancos muertos».
Algunas de sus obras llevan títulos como Flor de Warrand Houghton, La Sagrada Trinidad, 29 de noviembre de 1861, El monograma de Cromwell Varley, de 1869, o El ojo de Dios.

## Obra escrita
- Chronicles of the Photographs of Spiritual Beings and Phenomena Invisible to the Material Eye (1882)
- Evenings at Home in Spiritual Séance (1882)